# Ruine Dreimühlen
Die Ruine Dreimühlen, auch Haus Dreimühlen genannt, ist die Ruine einer kleinen Höhenburg in der Eifel.

## Geographische Lage
Die Burg liegt auf 380 m ü. NHN in der Kalkeifel, einer naturräumlichen Teilregion der Nordeifel zwischen dem Hohen Venn und der Vulkaneifel in Rheinland-Pfalz nahe der Landesgrenze zu Nordrhein-Westfalen. Sie befindet sich in der Gemarkung der Gemeinde Üxheim (Landkreis Vulkaneifel) zwischen den Ortsteilen Ahütte und Niederehe sowie der Nachbargemeinde Nohn. Die Anlage steht auf einer Anhöhe aus Tuffstein links (westlich) des Ahbachs.

## Geschichte
Über die Historie der Burg ist nur wenig aus schriftlichen Quellen überliefert. Ergänzende Grabungen gab es bisher nicht. Über das Aussehen der Burganlage ist nichts bekannt.
Das Geschlecht der Herren von Dreimühlen tritt erstmals 1218 in Erscheinung, als eine Oda v. Drimollen in einer Urkunde des Kölner Erzbischofs Engelbert im Zusammenhang mit einer Schenkung an das Kloster Niederehe genannt wird. Im Jahre 1282 wird die Burg an Gerhard IV von Blankenheim für einen Preis von 60 Kölnische Mark verkauft, was dem Gegenwert von seinerzeit gut 14 Kilogramm Silber entsprach. Dies deutet darauf hin, dass die Burg nicht sonderlich bedeutend bzw. groß gewesen ist. Von dem Erwerber wurde die Anlage wiederum an die Verkäufer als Lehen zurückübertragen. 1343 gaben die Blankenheimer das Haus Dreimühlen als Lehen an Bernhard V. (Lippe), der es seiner Gemahlin Richarda als Wittum übereignet. 1400 geht es letztmals als Lehen derer von Blankenheim bis zu dessen Tod an Werner von Dreymüllen. 1431 überschreibt Graf Gerhard von Blankenheim das Schloß Dreimölen seiner Frau Margareta, Gräfin von Mors als Wittum. Im Jahre 1468 gelangte die Burg durch ein Erbe seiner Gattin Elisabeth von Schleiden an Graf Dietrich III. von Manderscheid, der sie 1473 im Zuge einer Fehde verwüsten lässt, damit der Lehnsherr Gerhard von Jülich und Berg sich nicht ihrer bemächtigt. Dieser beschreibt noch im gleichen Jahr sein Haus Dreimühlen als „Verbrant und verwoist“. Die Ruine wurde in den folgenden Jahrhunderten zunächst nicht wieder aufgebaut und wechselte mehrfach den Besitzer. Durch die kinderlose Ehe Dietrichs IV. von Manderscheid mit Margareta von Sombreff-Kerpen gelangte das Anwesen an die Herrschaft Kerpen. Nach Dietrichs Tod bemächtigte Philipp von der Mark sich der Herrschaft Kerpen und somit auch der Ruine. Es folgte ein langjähriger Erbstreitprozess zwischen dem Haus Mark und den Herzögen von Arenberg, denen 1674 durch ein Urteil des Reichskammergerichts die Herrschaft Kerpen und somit auch die Ruine zugesprochen wurde.
Wohl noch vor 1740 ließen diese auf dem Gelände der Ruine ein steinernes Haus errichten. Im Jahre 1774 ließ Herzog Karl von Arenberg das nunmehr als landwirtschaftliches Anwesen und Forsthaus genutzte „Maison de Dreymiihlen“ von einem Architekten inspizieren. Dieser beschreibt es wie folgt: „Das zweistöckige Haus Dreymühlen wurde vor ungefähr 30 Jahren aus Hausteinen erbaut. Alles ist jedoch in schlechtem Zustand und kurz vor dem Zusammenstürzen. Weil die Mauern sich an zwei Stellen gesenkt haben und von oben bis unten gerissen sind, ist eine Reparatur zwecklos.“ In einem weiteren Bericht von 1780 an Herzog Ludwig Engelbert wird der Zustand als noch maroder bezeichnet. Es ist aber zu keiner Zeit eine Instandsetzung erfolgt bzw. ein vorgeschlagener Neubau errichtet worden.
Nachdem das Herzogtum Arenberg mit seinen Besitzungen zu Beginn des 19. Jahrhunderts aufgrund der Bestimmungen des Friedens von Lunéville an den französischen Staat überging, wurde das Haus Dreymühlen 1807 „auf Abbruch“ versteigert. Dieser erfolgte in den darauffolgenden Jahren bis auf den heute noch vorhandenen Mauerrest.

## Heutiger Zustand
Die heute nur noch geringen Reste von Haus Dreimühlen bestehen im Wesentlichen aus einer noch wenige Meter aufragenden Bruchsteinmauer. Die Anlage ist weder bewohnt noch bewirtschaftet und jederzeit frei zugänglich. Aufgrund des nur noch geringen Erhaltungszustandes lohnt sich eine Besichtigung eigentlich nur im Zusammenhang mit dem benachbarten Dreimühlen-Wasserfall, der nach der Ruine benannt wurde, oder für wirkliche Burgenfreunde.
Durch das Ahbachtal in unmittelbarer Nähe der Ruine führen als markierte Wanderwege unter anderem der Geo-Pfad Hillesheim und der Eifelkrimi-Wanderweg. Ferner verlaufen der Kalkeifel-Radweg und die Mineralquellen-Route (mit Anschluss an den Ahr-Radweg im Norden) als Teilstücke eines überregionalen Fernradwegenetzes unter Nutzung von Teilabschnitten der ehemaligen Bahntrasse der zurückgebauten (oberen) Ahrtalbahn im Streckenabschnitt zwischen Ahrdorf und Niederehe/Lissendorf hier entlang.

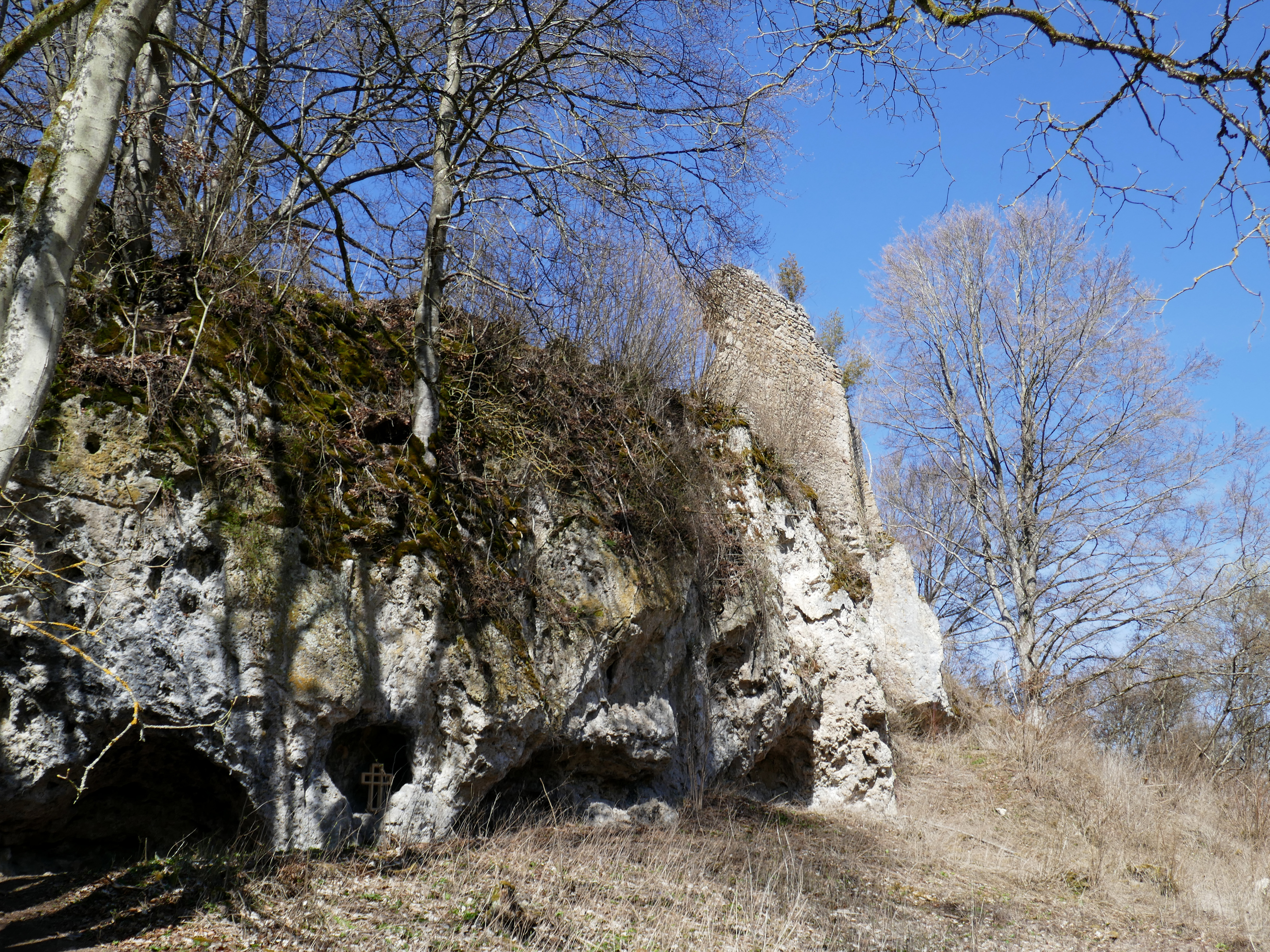
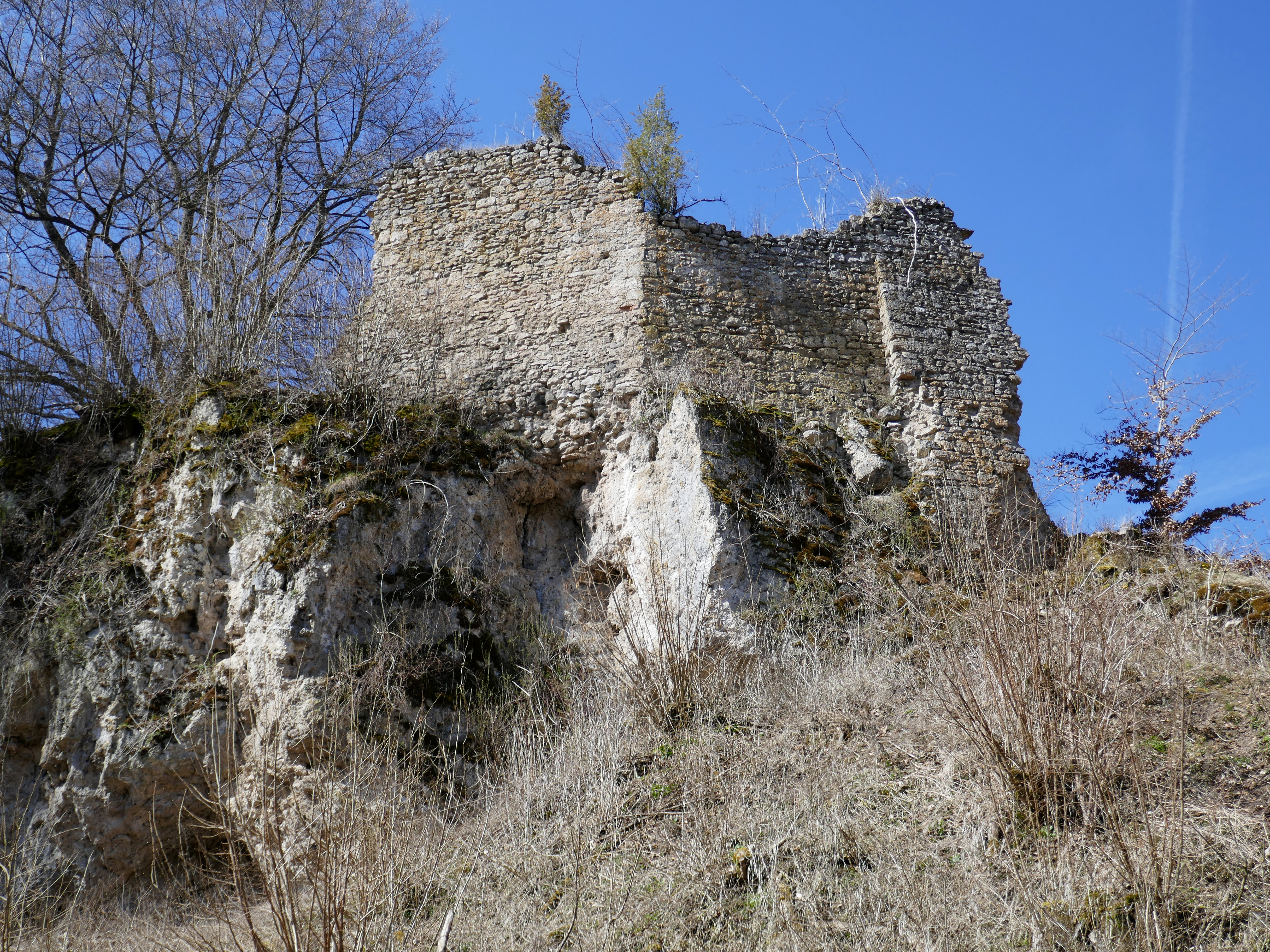
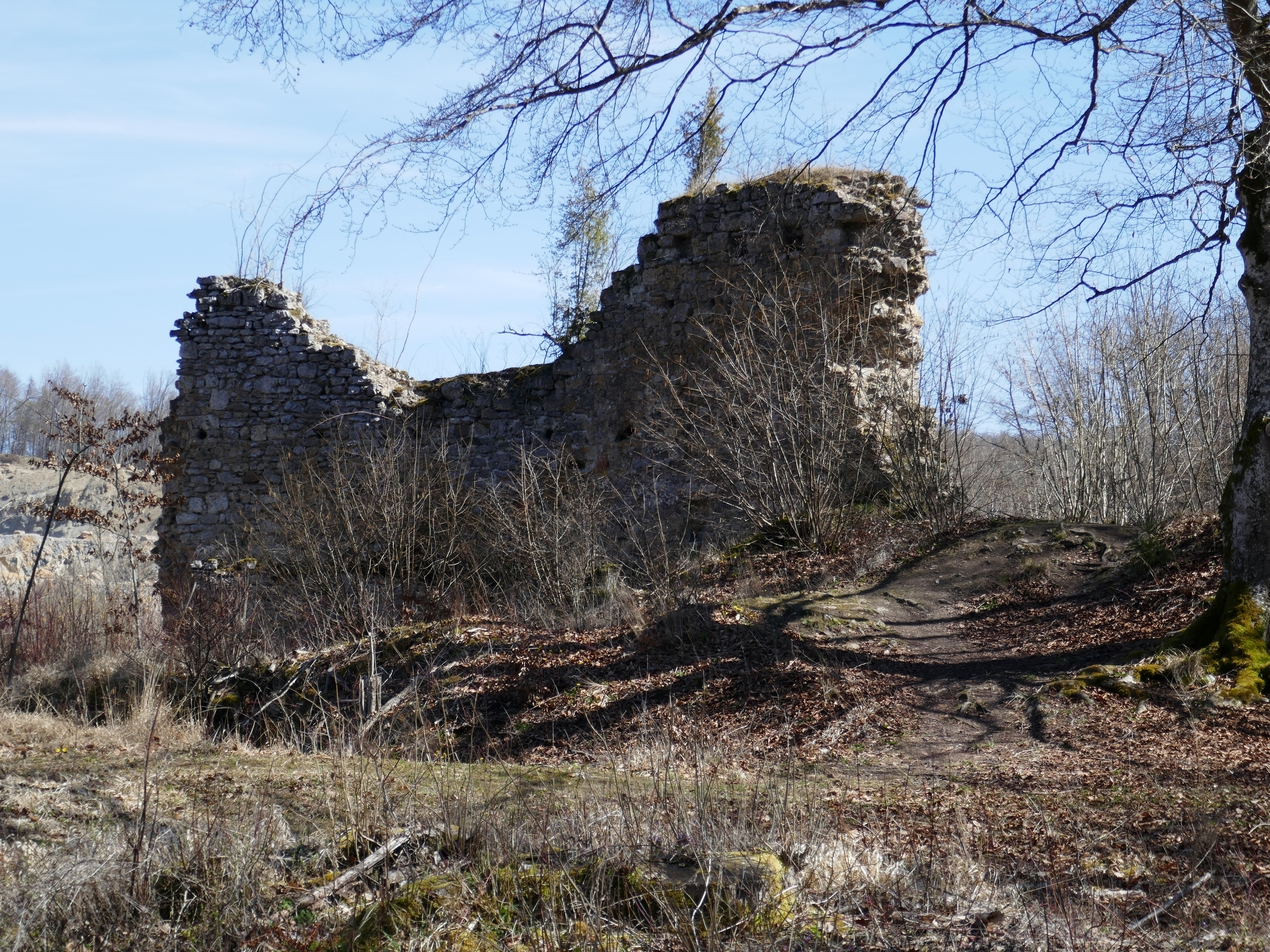
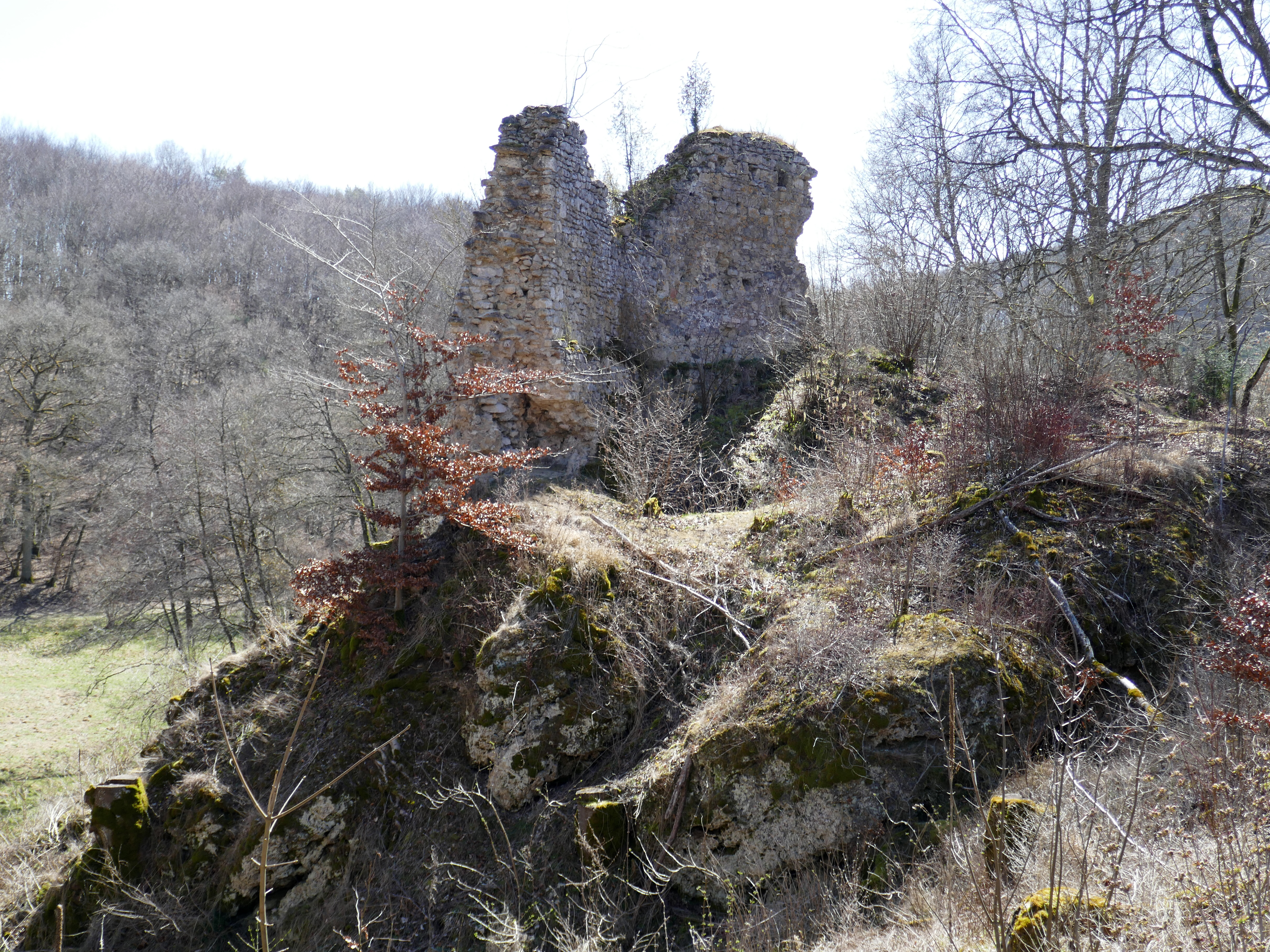

## Denkmal- und Naturschutz
Die Ruine ist als Kulturdenkmal ausgewiesen und steht somit unter Denkmalschutz. Sie befindet sich in dem Naturschutzgebiet Ahbachtal mit Bachlauf des Ahbachs, Talgrund und bewaldeten Talhang mit einer Fläche von gut 56 ha und dem Naturdenkmal Dreimühlen-Wasserfall.

## Sage
Um die Ruine rankt sich die Sage von der Hexe auf der Burg Dreimühlen.